# Kayser-Fleischer-ring
Kayser-Fleischer-ring är en brunfärgad ring i periferin av hornhinnan orsakad av inlagring av koppar. Det är oftast ett tecken på Wilsons sjukdom.